# 杉浦克己 (栄養学者)
杉浦 克己（すぎうら かつみ、1957年 - ）は、立教大学スポーツウエルネス学部スポーツウエルネス学科 特別専任教授、博士（学術）。

## 来歴
東京都出身。1957年千代田区六番町で父、杉浦昌也（元都立広尾病院長）と母、友子の長男として生まれる。幼少時をボストン（米国）で過ごし、博物館めぐりと世界の食に触れたことがきっかけで生物学と栄養関連の仕事に憧れを持つ。千代田区立番町小学校、千代田区立麹町中学校、暁星中学校・高等学校（高等学校のみ）を経て、静岡大学に進学。理学部生物学科、同大学院理学研究科生物学専攻修士課程に進み、細胞性粘菌を用いた発生生物学を研究。
　1985年に明治製菓株式会社（現：株式会社明治）入社。生物科学研究所の研究員としてオリゴ糖と腸内細菌の研究に従事。1988年に同社健康産業事業部に転勤し、スポーツ食品『ザバス』の営業企画となり、アスリートに対する栄養サポート（セミナー等）を体系化し、競技団体およびプロ選手に対して組織的に実践した。自身に運動・スポーツの知識・研究実績が不足していることを痛感して、1994年より東京大学大学院総合文化研究科に進学し、身体運動科学教室で小林 寛道教授（当時）に師事、スポーツ栄養学を学問的に体系づけ、1998年に博士号を取得した。同時に、日本オリンピック委員会科学サポート部会員、日本陸上競技連盟科学委員、全日本柔道連盟科学研究部員、日本アイスホッケー連盟医科学委員、日本バレーボール協会ニュートリションユニット長を歴任。1998年長野五輪アイスホッケー日本代表栄養アドバイザーおよび2002年日韓W杯サッカー日本代表栄養アドバイザーとして活動した。
　2006年から立教大学コミュニティ福祉学部福祉学科特任教授を兼任し、2008年に同学部に新設されたスポーツウエルネス学科専任教授となり、明治製菓を退職。スポーツ栄養学の教育と、大学体育会の栄養指導、東日本大震災被災地での健康教室を開催してきた。2023年3月に立教大学を定年退職し、4月からは特別専任教授となった。現在の社会的活動としては、埼玉県新座市健康づくり推進協議会副会長。
　1998年、東京大学博士（学術）。論文の題名は「運動時の糖質摂取が連続的および間欠的運動パフォーマンスに与える影響：スポーツ栄養学的視点から」。主査：小林 寛道教授、副査：福永 哲夫教授、林 利彦教授、石井 直方助教授、池内 昌彦助教授（職位はすべて当時のもの）。

## 略歴
- 1983年3月：静岡大学理学部生物学科卒業
- 1985年3月：静岡大学大学院理学研究科生物学専攻修士課程修了
- 1985年4月：明治製菓株式会社入社。生物科学研究所研究員
- 1988年6月：同社健康産業事業部に転勤
- 1991年11月：同社ザバス スポーツ＆ニュートリション･ラボを設立し所長
- 1994年4月〜1998年12月：東京大学大学院総合文化研究科広域科学専攻博士課程に在籍、修了
- 2006年4月：立教大学コミュニティ福祉学部福祉学科特任教授
- 2008年3月：明治製菓株式会社退職
- 2008年4月〜2023年3月：立教大学コミュニティ福祉学部スポーツウエルネス学科教授
- 2024年4月〜現在：立教大学スポーツウエルネス学部スポーツウエルネス学科 特別専任教授

## 論文[3]
- 『ダイエットフィットネス科目を履修すると学生の体組成は好ましい状態に変化する』杉浦　克己、立教大学コミュニティ福祉学部紀要（22）43-52、2020年
- 『東日本大震災被災者の栄養摂取状況（第2報）仮設住宅から公営住宅へ』杉浦　克己、立教大学コミュニティ福祉学部紀要 (19) 39-47、2017年3月
- 『東日本大震災被災者の栄養摂取状況』杉浦克己、立教大学コミュニティ福祉学部紀要   (17) 63-69、2015年3月
- 『東日本大震災被災者の栄養摂取状況』杉浦克己、山内崇靖、酒井健介、ウエルネスジャーナル   9(1) 19-21、2013年3月
- 『エネルギーインプットとしての栄養測定』杉浦克己、体育の科学   62(10) 757-760、2012年10月
- 『食育基本法を読み解く』杉浦克己、子どもと発育発達   9(3) 146-154、2011年10月
- 『健康・スポーツ専攻大学生の栄養摂取状況』杉浦克己、立教大学コミュニティ福祉学部紀要   (11) 61-70、2009年3月
- 『発育発達と食育』杉浦克己、子どもと発育発達   6(1) 14-18、2008年4月
- 『連戦期の大学サッカー選手における血清creatine kinaseの経時的推移に及ぼす大豆ペプチド経口摂取の効果（共著）』安部久貴他、体育の科学   58(2) 133-137、2008年2月
- 『The effects of soy peptide on isometric performances end serum CK and LDH trends after high intensity repetitive eccentric exercise stress』Kazuki SUMI et al、Japanese Journal of Physical fitness and Sport Medicine   55 S257-S262、2006年10月
- 『The synergic effects of coenzymeQ10 and creatine through oral intake on repetitive short duration high-intensity exercise』Shota YASUKAWA et al、Japanese Journal of Physical fitness and Sport Medicine   55 S247-S250、2006年10月
- 『Exercise prescription combined with a diet supplement of hydroxycitric acid and capsicine could more effectively improve serum lipid profile in Japanese females』Yoshiharu FUJIEDA et al、Bulletin of Tokyo Gakugei University   58 137-141、2006年10月
- 『Dietary whey protein downregulates fatty acid synthesis in the liver, but upregulates it in skeletal muscle of exercise-trained rats』Masashi MORIFUJI et al、Nutrition   21 1052-1058、2005年10月
- 『栄養摂取の注意』杉浦　克己、整形・災害外科   48 647-654、2005年5月
- 『Dietary whey protein increases liver and muscle glycogen levels in exercise-trained rats』Masashi MORIFUJI et al、British Journal of Nutrition   93 439-445、2005年3月
- 『Dietary whey protein modulates liver glycogen level and glycoregulatory enzyme activities in exercise-trained rats』Masashi MORIFUJI et al、Experimental Biology and Medicine   230 23-30、2005年1月

## 著作

### 監修
- 「わたしたちのからだと健康 第3版　Vol.3 食事と健康」医学映像教育センター、DVD、©2018年

### 単著
- 「スポーツ栄養学がわかる―パフォーマンス向上から健康維持まで―」大修館書店、2021年
- 「ダイエットフィットネスの基礎知識―スポーツ選手もココから学ぶ」福村出版、2012年
- 「ダイエット&フィットネスの基礎知識―学校では教えてくれない」ハートフィールド・アソシエイツ、2007年
- 「勝つカラダをつくる!プロテインBOOK」スキージャーナル、2005年
- 「サプリメントを活用して、賢くやせるDIET TEXT(ダイエットテキスト)」スキージャーナル、2004年
- 「運動する人がやせる・たくましくなる食事―運動の効果は食事できまる!!」ハートフィールド・アソシエイツ、2000年

### 共著
- 「みんなのスポーツ栄養. イラストでみる最新スポーツルール2019」大修館書店、2019年
- 第2編 第3章 第1節スポーツ栄養学と食品開発「進化する運動科学の研究最前線」エヌ・ティー・エス、 2014年
- 第2章 5. 水泳の栄養学. (公益財団法人)日本水泳連盟編「水泳コーチ教本 第3版」大修館書店、2014年
- 田口素子・大崎久子共著「選手を食事で強くする本」中経出版、2007年